# That Within Blood Ill-Tempered
That Within Blood Ill-Tempered ("Eso dentro de agitada sangre") es el segundo álbum de estudio de la banda de hardcore punk Shai Hulud. Fua lanzado el 20 de mayo de 2003, a través de Revelation Records en CD y 300 ediciones en formato LP. Un picture disc fue lanzado a través de la discográfica de Matt Fox, At Dawn We Wage War (antiguamente Ides of March) el 30 de marzo de 2004, con 1100 ediciones. El título del álbum fue confirmado el 12 de noviembre de 2000, y la grabación y mezclado fueron terminados en mayo del 2002, pero por discrepancias sobre la carátula, el álbum fue lanzado un año después. Este es la única grabación de larga duración que cuenta con Geert Van der Velde como vocalista.
La introducción de "Two And Twenty Misfortunes" fue tomada desde The Prisoner of Second Avenue (1975)
La introducción de "This Song: For The True And Passionate Lovers of Music" fue tomada desde Espartaco (1960)
El álbum alcanzó la posición #39 en el Billboard Independent Album chart.

## Lista de pistas
1. "Scornful of The Motives And Virtue of Others" – 3:36
2. "Let Us At Last Praise the Colonizers of Dreams" – 3:06
3. "The Consummate Dragon" – 2:59
4. "Willing Oneself to Forget What Cannot Otherwise Be Forgiven" – 3:24
5. "Two And Twenty Misfortunes" – 4:11
6. "Being Exemplary" – 3:37
7. "Given Flight By Demons' Wings" – 3:02
8. "Whether to Cry or Destroy" – 3:23
9. "This Song: For the True and Passionate Lovers of Music" – 3:39
10. "Ending the Perpetual Tragedy" – 7:51

## Créditos
- Geert Van der Velde - Vocalista
- Matt Fox - Guitarra
- Matt Fletcher - Bajo
- Tony Tintari - Batería
- Steve Kleisath - Batería escrita por
- The Fremen Warriors - Coros
- Erin Farley - Ingeniero, mezclado
- Joe Padula - Ingeniero
- Chris Warhammer Cardinal - Asistente
- Droid Allen - Asistente
- Eggbert Boissonberryl - Asistente
- Chandler Owen - Carátula
- Derek Hess - Carátula (picture disc)